# Hundert patriotische Lieder
Hundert patriotische Lieder (chinesisch 100 shǒu „àiguó gēqǔ“, offizielle Bezeichnung: Hundert empfohlene patriotische Lieder der Propagandaabteilung des Zentralkomitees der Kommunistischen Partei Chinas, Büro für Geistige Zivilisation, und zehn weiterer Abteilungen und Kommissionen) wurden 2009 anlässlich des 60. Jahrestages der Gründung der Volksrepublik China veröffentlicht.
Im Mai 2009 wurden von der chinesischen Regierungsinstitution mit der Kurzbezeichnung „Zhongyang wenmingban“ (Büro für Geistige Zivilisation des Zentralkomitees der Kommunistischen Partei Chinas), der Vereinigung für Literatur und Kunst Chinas und dem Chinesischen Musikerverband auf ihren Websites in Festlandchina eine Umfrage unter den Internet-Nutzern zu den beliebtesten 100 patriotischen Liedern (100 shou „aiguo gequ“) gestartet, wobei 23,35 Millionen Stimmen abgegeben wurden. Nach Auswertung des Online-Votings wurden vom chinesischen Ministerium für Öffentlichkeitsarbeit und der Abteilung für Öffentlichkeitsarbeit des ZK der KP Chinas und zehn weiteren Ministerien und Kommissionen eine Liste veröffentlicht.
Nationale Hymnen (guoge), Militärhymnen (junge) und Verbandshymnen (tuange) – wie die Nationalhymne der Volksrepublik China, die Militärhymne der Volksbefreiungsarmee oder die Hymne des Kommunistischen Jugendverbands Chinas – fanden darin keine Aufnahme.
2019 fand die Liste ihre Fortsetzung in der Liste der 100 hervorragenden Lieder zur Feier des 70. Jahrestages der Gründung der Volksrepublik China.

## Übersicht
Den chinesischen Bezeichnungen wurde durchweg die Pinyin-Schreibung vorangestellt, die Titel wurden mit einer behelfsweisen deutschen Übersetzung versehen. Die chinesischen Angaben der Spalten Titel, Text & Musik entstammen der Liste.
| Nr. | Titel | Text                                                        | Musik                                                                | Verschiedenes |
| --- | --- | ----------------------------------------------------------- | -------------------------------------------------------------------- | ------------- |
| 01  | Shi song hongjun 十送红军 (Zehn Abschiedsgeleite für die Rote Armee)                                                                | Zhang Shixie 张士燮                                         | Zhu Zhengben 朱正本 - Jiangxi minge 江西民歌 (Volkslied aus Jiangxi) | Text/chin.    |
| 02  | Hongjun zhanshi xiangnian Mao Zedong 红军战士想念毛泽东 (Die Soldaten der Roten Armee denken an Mao Zedong)                         | Chen Yadeng 陈亚丁, Ren Hongju 任红举                       | Shi Lemeng 时乐濛, Yan Ke 彦克                                       | Text/frz.     |
| 03  | Hongxing ge 红星歌 (Lied vom roten Stern)                                                                                           | Wu Dawei 邬大为, Wei Baogui 魏宝贵                          | Fu Gengchen 傅庚辰                                                   |               |
| 04  | Yingshanhong 映山红 (Azalee) | Lu Zhuguo 陆柱国                                            | Fu Gengchen 傅庚辰                                                   |               |
| 05  | Qing shen yi chang 情深谊长 (Tiefe Liebe und ewige Freundschaft)                                                                    | Wang Yinquan 王印泉                                         | Zang Dongsheng 臧东升                                                |               |
| 06  | Guo xueshan caodi 过雪山草地 (Überqueren wir die Schneegebirge und Weideländer)                                                     | Xiao Hua 肖华                                               | Chen Geng 晨耕, Sheng Mao 生茂, Tang He 唐诃, Yu Qiu 遇秋            |               |
| 07  | Wuyue de xianhua 五月的鲜花 (Blumen des Monats Mai)                                                                                 | Guang Weiran 光未然                                         | Yan Shushi 阎述诗                                                    |               |
| 08  | Baowei Huang He 保卫黄河 (Schützt den Gelben Fluss)                                                                                 | Guang Weiran 光未然                                         | Xian Xinghai 冼星海                                                  |               |
| 09  | Zai Taihang Shan shang 在太行山上 (Auf dem Taihang Shan)                                                                            | Gui Taosheng 桂涛声                                         | Xian Xinghai 冼星海                                                  | Text/frz.     |
| 10  | Eryue lilai 二月里来 (Im Monat Februar)                                                                                             | Sai Ke 赛克                                                 | Xian Xinghai 冼星海                                                  |               |
| 11  | Youjidui ge 游击队歌 (Partisanenlied)                                                                                               | He Lüting 贺绿汀                                            | He Lüting 贺绿汀                                                     | Text/frz.     |
| 12  | Yan’an song 延安颂 (Ode an Yan’an)                                                                                                  | Mo Ye 莫耶                                                  | Zheng Lücheng 郑律成                                                 |               |
| 13  | Nanniwan 南泥湾 (Nanniwan) | He Jingzhi 贺敬之                                           | Ma Ke 马可                                                           |               |
| 14  | Dongfang hong 东方红 (Der Osten ist rot)                                                                                            | Li Youyuan 李有源, Gong Mu 公木                             | Shanbei minge 陕北民歌 (Volkslied aus Nord-Shaanxi)                  | Text/frz.     |
| 15  | Gechang Erxiao fangniulang 歌唱二小放牛郎 (Der kleine Kuhhirt Erxiao)                                                               | Fang Bing 方冰                                              | Qie Fu 劫夫                                                          |               |
| 16  | Tuanjie jiushi liliang 团结就是力量 (Einheit macht stark)                                                                           | Mu Hong 牧虹                                                | Lu Su 卢肃                                                           |               |
| 17  | Shui bu shuo an jia xiang hao 谁不说俺家乡好 (Jeder spricht gut über meine Heimat)                                                  | Lü Qiming 吕其明, Yang Shuzheng 杨庶正, Xiao Peiheng 肖培珩 | Lü Qiming 吕其明, Yang Shuzheng 杨庶正, Xiao Peiheng 肖培珩          |               |
| 18  | Hong mei zan 红梅赞 (Lob der roten Essigpflaume)                                                                                    | Yan Su 阎肃                                                 | Yang Ming 羊鸣, Jiang Chunyang 姜春阳, Jin Sha 金砂                  |               |
| 19  | Meiyou gongchandang jiu meiyou xin Zhongguo 没有共产党就没有新中国 (Ohne kommunistische Partei kein neues China)                    | Cao Huoxing 曹火星                                          | Cao Huoxing 曹火星                                                   | Text/frz.     |
| 20  | Zanmen gongren you liliang 咱们工人有力量 (Wir Arbeiter sind stark)                                                                 | Ma Ke 马可                                                  | Ma Ke 马可                                                           |               |
| 21  | Gemingren yongyuan shi nianjing 革命人永远是年轻 (Revolutionäre sind immer jung)                                                    | Jie Fu 劫夫                                                 | Jie Fu 劫夫, Zhongyi 中艺 (Chinesisches Lied)                        |               |
| 22  | Gechang zuguo 歌唱祖国 (Loblied auf das Vaterland)                                                                                  | Wang Shen 王莘                                              | Wang Shen 王莘                                                       | Text/frz.     |
| 23  | Caoyuan shang shengqi bu luo de taiyang 草原上升起不落的太阳 (Die Sonne geht über der Steppe auf)                                   | Meiliqige 美丽其格                                          | Meiliqige 美丽其格                                                   |               |
| 24  | Wo de zuguo 我的祖国 (Mein geliebtes Vaterland)                                                                                     | Qiao Yu 乔羽                                                | Liu Chi 刘炽                                                         |               |
| 25  | Yingxiong zange 英雄赞歌 (Heldenode)                                                                                                | Gong Mu 公木                                                | Liu Chi 刘炽                                                         |               |
| 26  | Mao Zhuxi de huar ji xinshang 毛主席的话儿记心上 (Mögen wir die Worte des Vorsitzenden Mao in unserem Herzen tragen)                | Fu Gengchen 傅庚辰                                          | Fu Gengchen 傅庚辰                                                   |               |
| 27  | Yuanfang de keren qing ni liu xialai 远方的客人请你留下来 (Gäste aus der Ferne, seid herzlich eingeladen)                           | Fan Yu 范禹                                                 | Jin Guofu 金国富, arrangiert von Mai Ding 麦丁                       |               |
| 28  | Kuaile de jieri 快乐的节日 (Freudenfest)                                                                                            | Guan Hua 管桦                                               | Li Qun 李群                                                          |               |
| 29  | Women de tianye 我们的田野 (Unser Feld)                                                                                             | Guan Hua 管桦                                               | Zhang Wengang 张文纲                                                 |               |
| 30  | Rang women dang qi shuangjiang 让我们荡起双桨 (Laßt uns die Ruder schwingen)                                                        | Qiao Yu 乔羽                                                | Liu Chi 刘炽                                                         |               |
| 31  | Renmin jundui zhongyu dang 人民军队忠于党 (Die Volksarmee hält der Partei die Treue)                                                | Zhang Yongmei 张永枚                                        | Xiao Min 肖民                                                        |               |
| 32  | Wo ai zuguo de lantian 我爱祖国的蓝天 (Ich liebe den blauen Himmel meines Vaterlandes)                                              | Yan Su 阎肃                                                 | Yang Ming 羊鸣                                                       |               |
| 33  | Women zouzai dalu shang 我们走在大路上 (Laßt uns auf der großen Straße voranschreiten)                                              | Que Fu 劫夫                                                 | Que Fu 劫夫                                                          |               |
| 34  | Chang zhi shange gei dang ting 唱支山歌给党听 (Ein Volkslied zum Lob der Partei)                                                    | Jiao Ping 焦萍                                              | Jian Er 践耳                                                         |               |
| 35  | Fanshen nongnu ba gechang 翻身农奴把歌唱 (Lied des befreiten Leibeigenen)                                                           | Li Kun 李堃                                                 | Yan Fei 阎飞                                                         |               |
| 36  | Wo wei zuguo xian shiyou 我为祖国献石油 (Ich biete meinem Vaterland Erdöl dar)                                                      | Xue Zhuguo 薛柱国                                           | Qin Yongcheng 秦咏诚                                                 |               |
| 37  | Bianjiang chuchu sai Jiangnan 边疆处处赛江南 (In den Grenzregionen ist es noch schöner als in Jiangnan)                             | Yuan Ying 袁鹰                                              | Tian Ge 田歌                                                         |               |
| 38  | Gongren jieji yinggutou 工人阶级硬骨头 (Die Arbeiterklasse ist ein harter Knochen)                                                  | Xi Yang 希扬                                                | Qu Wei 瞿维                                                          |               |
| 39  | Wo ai Beijing Tian’anmen 我爱北京天安门 (Ich liebe das Tor des Himmlischen Friedens in Peking)                                      | Jin Guolin 金果临                                           | Jin Yueling 金月苓                                                   |               |
| 40  | Beijing songge 北京颂歌 (Ode an Peking)                                                                                             | Hong Yuan 洪源                                              | Tian Guang 田光, Fu Jing 傅晶                                        | Text/frz.     |
| 41  | Zuguo song 祖国颂 (Ode an das Vaterland)                                                                                            | Qiao Yu 乔羽                                                | Liu Chi 刘炽                                                         |               |
| 42  | Wo ai zhe lanse de haiyang 我爱这蓝色的海洋 (Ich liebe das blaue Meer)                                                              | Hu Baoshan 胡宝善, Wang Chuanliu 王川流                     | Hu Baoshan 胡宝善                                                    |               |
| 43  | Taiyang zui hong, Mao zhuxi zuiqin 太阳最红，毛主席最亲 (Die Sonne ist am rötesten und der Vorsitzende Mao steht einem am nächsten) | Fu Lin 付林                                                 | Wang Xiren 王锡仁                                                    |               |
| 44  | Wo wei wei da zuguo zhangang 我为伟大祖国站岗 (Ich bin ein Wächter des großen Vaterlandes)                                          | Wei Baogui 魏宝贵                                           | Zhao Bang 钊邦, Tie Yuan 铁源                                        |               |
| 45  | Wo ai Wuzhi Shan, wo ai Wanquan He 我爱五指山，我爱万泉河 (Ich liebe das Wuzhi Shan, ich liebe den Wanquan He!)                     | Zheng Nan 郑南                                              | Liu Chang’an 刘长安                                                  |               |
| 46  | Zhongguo, Zhongguo, xianhong de taiyang yongbu luo 中国，中国，鲜红的太阳永不落 (China, China, die rote Sonne geht nie unter)       | Ren Hongxing 任红举, He Dongjiu 贺东久                      | Zhu Nanxi 朱南溪                                                     |               |
| 47  | Bianjiang quanshui qing you chun 边疆泉水清又纯 (Die Quelle des Grenzgebietes sprudelt klar und rein)                               | Kai Chuan 凯传                                              | Wang Ming 王酩                                                       |               |
| 48  | Wo ai ni, Zhongguo 我爱你，中国 (China, ich liebe dich)                                                                             | Qu Cong 瞿琮                                                | Zheng Qiufeng 郑秋枫                                                 |               |
| 49  | Women de shenghuo chongman yangguang 我们的生活充满阳光 (Unser von der Sonne beschienenes Leben)                                    | Qin Zhiyu 秦志钰 u. a.                                      | Lü Yuan 吕远, Tang He 唐诃                                           |               |
| 50  | Meili de caoyuan wo de jia 美丽的草原我的家 (Ich bin zu Hause in der schönen Steppe)                                                | Huo Hua 火华                                                | A la teng ao le 阿拉腾奥勒                                           |               |
| 51  | Women meili de zuguo 我们美丽的祖国 (Unser schönes Heimatland)                                                                      | Zhang Minghe 张名河                                         | Xiao Dan 晓丹                                                        |               |
| 52  | Dang'a, Qin'ai de mama 党啊，亲爱的妈妈 (Unsere Partei ist meine liebe Mutter)                                                      | Gong Aishu 龚爱书, She Zhidi 佘致迪                         | Ma Dianyin 马殿银, Zhou You 周右                                     | Text/frz.     |
| 53  | Zai xiwang de tianye shang 在希望的田野上 (Voller Hoffnung auf dem Feld)                                                            | Xiaoguang 晓光                                              | Shi Guangnan 施光南                                                  |               |
| 54  | Chang Jiang zhi ge 长江之歌 (Lied vom Jangtsekiang)                                                                                 | Hu Hongwei 胡宏伟                                           | Wang Shiguang 王世光                                                 |               |
| 55  | Wo ai ni, sai bei de xue 我爱你，塞北的雪 (Ich liebe dich, Schnee der nördlichen Steppe)                                            | Wang De 王德                                                | Liu Xijin 刘锡津                                                     |               |
| 56  | Gulangyu zhi bo 鼓浪屿之波 (Wellen von Gulangyu)                                                                                    | Zhang Li 张藜, Hong Shu 红曙                                | Zhong Limin 钟立民                                                   |               |
| 57  | Dili dili 嘀哩嘀哩 (Dili dili) | Wang An 望安                                                | Pan Zhensheng 潘振声                                                 |               |
| 58  | Shaonian, shaonian, zuguo de chuntian 少年，少年，祖国的春天 (Kinder, Kinder - die Heimat des Frühlings)                            | Li Yourong 李幼容                                           | Ji Ming 寄明                                                         |               |
| 59  | Gesheng yu weixiao 歌声与微笑 (Singen und Lächeln)                                                                                  | Wang Jian 王健                                              | Gu Jianfen 谷建芬                                                    |               |
| 60  | Dongfang zhi zhu 东方之珠 (Perle des Ostens)                                                                                        | Luo Dayou 罗大佑                                            | Luo Dayou 罗大佑                                                     |               |
| 61  | Wo de Zhongguo xin 我的中国心 (Mein chinesisches Herz)                                                                              | Huang Zhan 黄霑                                             | Wang Fuling 王福龄                                                   |               |
| 62  | Long de chuanren 龙的传人 (Nachfahren des Drachen)                                                                                  | Hou Dejian 侯德健                                           | Hou Dejian 侯德健                                                    |               |
| 63  | Dahai a, guxiang 大海啊，故乡 (Großes Meer, meine Heimat)                                                                           | Wang Liping 王立平                                          | Wang Liping 王立平                                                   |               |
| 64  | Zuguo, cixiang de muqin 祖国，慈祥的母亲 (Heimatland, liebevolle Mutter)                                                            | Zhang Hongxi 张鸿西                                         | Lu Zaiyi 陆在易                                                      |               |
| 65  | Nanwang jinxiao 难忘今宵 (Unvergesslicher Abend)                                                                                    | Qiao Yu 乔羽                                                | Wang Ming 王酩                                                       |               |
| 66  | Xiao baiyang 小白杨 (Kleine Filzpappel)                                                                                             | Liang Shangquan 梁上泉                                      | Shi Xin 士心                                                         |               |
| 67  | Shuo ju xinlihua 说句心里话 (Worte des Herzens)                                                                                     | Shi Shunyi 石顺义                                           | Shi Xin 士心                                                         |               |
| 68  | Wanli changcheng yongbu dao 万里长城永不倒 (Die Große Mauer wird niemals umstürzen)                                                 | Lu Guozhan 卢国沾                                           | Li Xiaotian 黎小田                                                   |               |
| 69  | Shaonian zhuangzhi bu yan chou 少年壮志不言愁 (Um ein Kind mit großen Idealen braucht man sich nicht zu sorgen)                     | Lin Ruwei 林汝为                                            | Lei Lei 雷蕾                                                         |               |
| 70  | Gongheguo zhi lian 共和国之恋 (Liebe zur Republik)                                                                                  | Liu Yiran 刘毅然                                            | Liu Weiguang 刘为光                                                  |               |
| 71  | Yazhou xiongfeng 亚洲雄风 (Starker Wind bläst aus Asien)                                                                            | Zhang Li 张藜                                               | Xu Peidong 徐沛东                                                    |               |
| 72  | Chaoyue mengxiang 超越梦想 (Jenseits der Träume)                                                                                    | Han Bao 韩葆, Hu Zheng 胡峥                                 | Wang Xiaofeng 王晓峰                                                 |               |
| 73  | Jintian shi ni de shengri 今天是你的生日 (Heute ist dein Geburtstag)                                                                | Han Jingting 韩静霆                                         | Gu Jianfen 谷建芬                                                    |               |
| 74  | Da Zhongguo 大中国 (Großes China)                                                                                                   | Gao Feng 高枫                                               | Gao Feng 高枫                                                        |               |
| 75  | Dangbing de ren 当兵的人 (Wir, die Soldaten)                                                                                        | Wang Xiaoling 王晓岭                                        | Zang Yunfei 臧云飞, Liu Wu 刘斌                                      |               |
| 76  | Zhongguoren 中国人 (Chinesen) | Li Anxiu 李安修                                             | Chen Yaochuan 陈耀川                                                 |               |
| 77  | Wuxing hongqi 五星红旗 (Rote Fahne mit fünf Sternen)                                                                                | Tian Ming 天明                                              | Liu Qing 刘青                                                        |               |
| 78  | Hongqi piaopiao 红旗飘飘 (Die Rote Fahne flattert im Wind)                                                                          | Qiao Fang 乔方                                              | Li Jie 李杰                                                          |               |
| 79  | Qingzang gaoyuan 青藏高原 (Qinghai-Tibet-Plateau)                                                                                   | Zhang Qianyi 张千一                                         | Zhang Qianyi 张千一                                                  |               |
| 80  | Zai Zhongguo dadi shang 在中国大地上 (Auf dem riesigen Gebiet von China)                                                            | Xiao Guang 晓光                                             | Shi XIn 士心                                                         |               |
| 81  | Wo he wo de zuguo 我和我的祖国 (Ich und mein Vaterland)                                                                             | Zhang Li 张藜                                               | Qin Yongcheng 秦咏诚                                                 |               |
| 82  | Chuntian de gushi 春天的故事 (Frühlingsgeschichte)                                                                                  | Jiang Kairui 蒋开儒, Ye Xuquan 叶旭全                       | Wang Yougui 王佑贵                                                   |               |
| 83  | Zoujin xin shidai 走进新时代 (Aufbruch in eine neue Zeit)                                                                           | Jiang Kairu 蒋开儒                                          | Yin Qing 印青                                                        |               |
| 84  | Zhufu zuguo 祝福祖国 (Segen für das Land)                                                                                           | Qing Feng 清风                                              | Meng Qingyun 孟庆云                                                  |               |
| 85  | Tongyi shou ge 同一首歌 (Das gleiche Lied)                                                                                          | Chen Zhe 陈哲, Ying Jie 迎节                                | Meng Weidong 孟卫东                                                  |               |
| 86  | Ai wo Zhonghua 爱我中华 (Wir lieben unser China)                                                                                    | Qiao Yu 乔羽                                                | Xu Peidong 徐沛东                                                    | web           |
| 87  | Weile shei 为了谁 (Wer?) | Zou Youkai 邹友开                                           | Meng Qingyun 孟庆云                                                  |               |
| 88  | Hao rizi 好日子 (Schönes Leben) | Che Xing 车行                                               | Li Xin 李昕                                                          |               |
| 89  | Zuimei haishi women Xinjiang 最美还是我们新疆 (Das Beste ist immer noch mein Xinjiang)                                              | Zhao Si’en 赵思恩                                           | Wubuli Tuohuti 吾布力•托乎提                                         |               |
| 90  | Qizi zhi ge - Aomen 七子之歌－－澳门 (Lied von den sieben Söhnen - Macao)                                                           | Wen Yiduo 闻一多（诗）                                      | Li Haiying 李海鹰                                                    |               |
| 91  | Tianlu 天路 (Straße zum Himmel) | Qu Quan 屈塬                                                | Yin Qing 印青                                                        |               |
| 92  | Zuguo bihui wangji 祖国不会忘记 (Die Heimat nie vergessen)                                                                          | Yue Tan 月潭                                                | Cao Jin 曹进                                                         |               |
| 93  | Shuo Zhongguo 说中国 (Laßt uns über China reden)                                                                                    | Ceng Xianrui 曾宪瑞                                         | Jiang Dawei 蒋大为                                                   |               |
| 94  | Hongchuan xiang weilai 红船向未来 (Das rote Boot schwimmt vorwärts)                                                                 | Zhou Yuqiang 周羽强                                         | Zhang Hongqi 张红旗                                                  |               |
| 95  | Guang ming xing 光明行 (Erfolgversprechende Reise)                                                                                  | Yu Wenqin 虞文琴                                            | Lei Yuansheng 雷远生                                                 |               |
| 96  | Gongheguo xuanze le ni 共和国选择了你 (Die Republik hat dich erwählt)                                                               | Qu Cong 瞿琮                                                | Ning Lin 宁林                                                        |               |
| 97  | Jiang Shan 江山 (Jiang Shan) | Xiao Guang 晓光                                             | Yin Qing 印青                                                        |               |
| 98  | Qizhi song 旗帜颂 (Ode an die Fahne)                                                                                                | Yan Su 阎肃                                                 | Yin Qing 印青                                                        |               |
| 99  | Hexie jiayuan 和谐家园 (Harmonie meiner Familie)                                                                                    | Yi Nanxin 易南新                                            | Jiang Dawei 蒋大为                                                   |               |
| 100 | Guojia 国家 (Mein Land) | Wang Pingjiu 王平久                                         | Jin Peida 金培达                                                     |               |